# Žlebský vrch
Žlebský vrch är ett berg i Tjeckien.   Det ligger i regionen Södra Böhmen, i den sydvästra delen av landet, 140 km söder om huvudstaden Prag. Toppen på Žlebský vrch är 1 080 meter över havet, eller 207 meter över den omgivande terrängen. Bredden vid basen är 6,9 km.
Terrängen runt Žlebský vrch är huvudsakligen lite kuperad.Runt Žlebský vrch är det mycket glesbefolkat, med 2 invånare per kvadratkilometer. Närmaste större samhälle är Volary, 9,5 km öster om Žlebský vrch. I omgivningarna runt Žlebský vrch växer i huvudsak blandskog.